# 百分百感覺

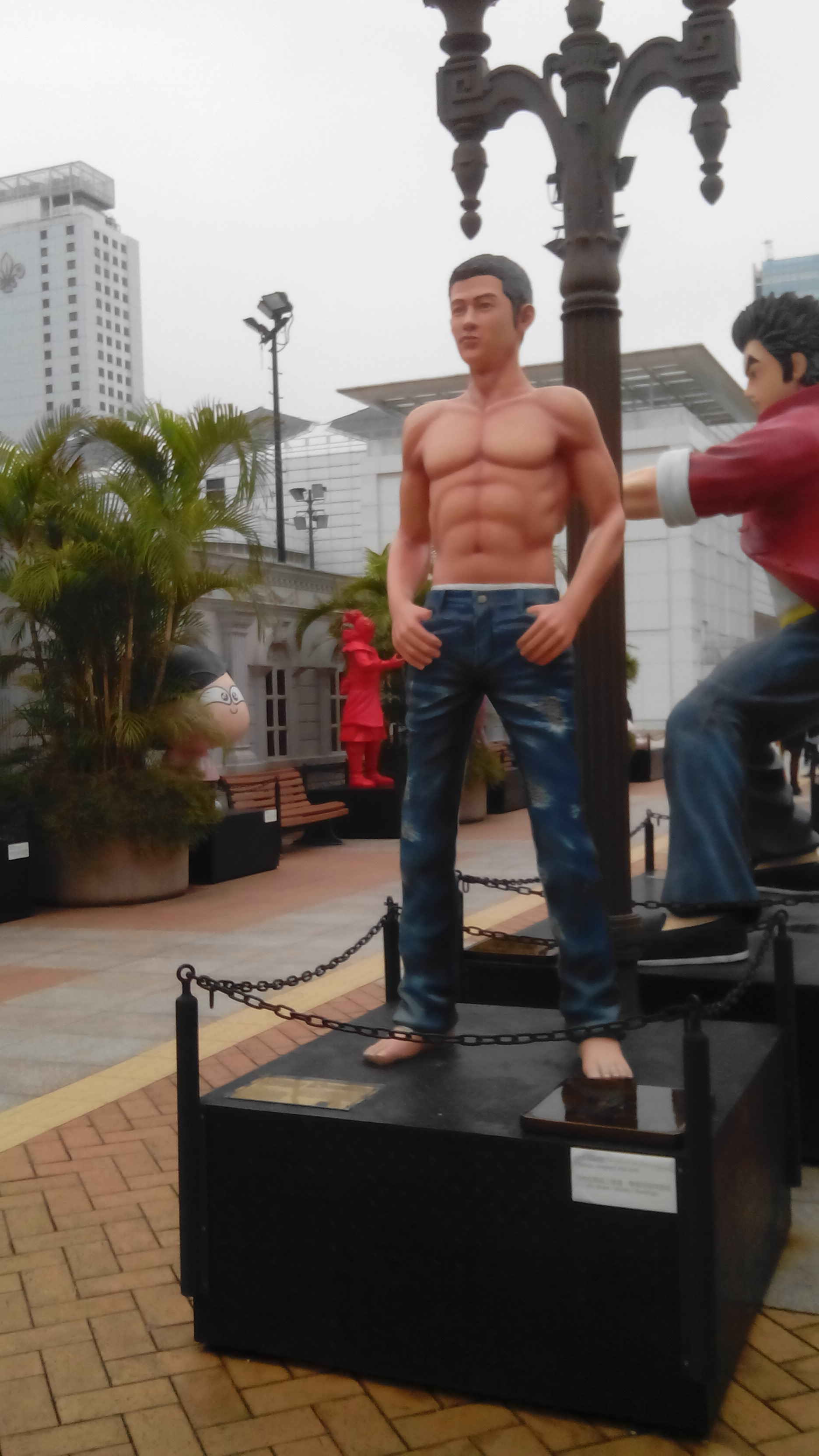
《百分百感覺》主角許樂於「香港漫畫星光大道」展示的雕塑

《Feel 100%》（百分百感覺）為劉雲傑筆下的漫畫作品。漫畫被改編成多齣電影及連續劇，在香港及海外均有相當銷量及口碑。
2007年，推出《Feel 100%》（百分百感覺）大結局。
2008年，獲日本外務省頒發的第二屆日本國際漫畫赏「最優秀賞 Gold Award」（从368件参赛作品中，选出1个最優秀賞）。
2009年，文化傳信與Zoho D.I.Y. Muzik Factory合作製作《百分百感覺》廣播劇，於網上電台UonLIVE播放。

## 電影版
- 1996年 《百分百感覺》（Feel 100%）
- 1996年 《百分百啱Feel》（Feel 100%....Once More）
- 2001年 《百分百感覺2》（Feel 100% II）
- 2003年 《百分百感覺2003》（Feel 100% 2003）

## 電視版

### 電視版《百分百感覺》（2002年）
演員表：
- 陳曉東 飾 Jerry
- 周麗淇 飾 Cherie
- 方力申 飾 許樂
- 李彩華 飾 芳芳
- 楊千嬅 飾 許歡
- 鄭中基 飾 謝祥根
- 張玉華 飾 Sue
- 少爺占 飾 文豪（ManHo）
- 盧淑儀 飾 實QWing
- 黃婉君 飾 大S
- 黃婉佩 飾 小S
- 蘇永康 飾 歐陽小山
- 杜汶澤 飾 陳老闆
- 森美 飾 Edward
- 黃伊汶 飾 Cindy
- 舒淇 飾 Nikiky
- 吳志雄 飾 Machi

### 網劇版《百分百感覺2 冬日戀曲》（2002年）
演員表：
- 陳曉東 飾 Jerry
- 周麗淇 飾 Cherie
- 方力申 飾 許樂
- 李彩華 飾 芳芳
- 鄭中基 飾 謝祥根
- 張玉華 飾 Sue
- 少爺占 飾 文豪（ManHo）
- 盧淑儀 飾 實QWing
- 鄭敬基 飾 謝希仁
- 蘇永康 飾 歐陽小山
- 吳志雄 飾 Machi
- 陳冠希 飾 朱晨
- 小儀 飾 Danielle
- cookies 飾 cookies
- 卓韻芝 飾 占卜師
- 茜利妹 飾 茱麗葉
- 劉以達 飾 魏力
- 黃偉文 飾 雷勁
- 蕭正楠 飾 麥潤壽
- 林超榮 飾 劉博士

### 單元
- 別在叮噹面前想起Q太郎
- 兩男一女
- 芳芳的誘惑
- 請選定行車線
- 我的KO家姐︰許歡
- 戒
- 忘記他是她
- 我的超模女友
- 我的Ex-boyfriend︰小山
- 三男兩女
- 完了…還是未開始
- 我愛嘻哈
- 我們的婚紗照
- 我的兄弟姊妹
- 傷膝青年（上集）
- 傷膝青年（下集）︰我們的大桶水
- A promise is a promise
- 純屬意外
- 記不起的戀人
- 雪中情

### 原聲大碟曲目
- 兩男一女（主題曲）╱陳曉東、方力申、李彩樺
- 劃火柴╱陳曉東
- 超級愛你╱方力申
- 從今不愛你╱李彩樺
- 向左走向右走╱楊千嬅
- 我發誓以後–蘇永康
- 暗號╱李彩樺、方力申
- Dream Girl（Music Only）
- The Stud（Music Only）
- Fatty Acid（Music Only）
- House of Love（Music Only）
- 2 Boys & Girl（Music Only）

## 廣播劇版
- 1996年《百分百感覺》
- 2009年《百分百感覺》

## 舞台劇版
- 2024年《百分百感覺2024》

## 角色對比
| 角色    | 《百分百感覺》 電影版 （1996年） | 《百分百感覺II》 電影版 （2001） | 《百分百感覺》 電視劇版 （2002） | 《百分百感覺2003》 電影版 （2003） | 《百分百感覺》 廣播劇版 （2009） | 《百分百感覺2024》 舞台劇版 （2024） |
| Jerry   | 鄭伊健                           | 陳奕迅                           | 陳曉東                           | 余文樂                             | 李逸朗                           | 吳肇軒                               |
| 許樂    | 葛民輝                           | 陳曉東                           | 方力申                           | 王嘉明                             | 扈佳榮                           | 林家熙                               |
| Cherie  | 鄭秀文                           |                                  | 周麗淇                           | 鄧麗欣                             | 可嵐                             | 蘇雅琳                               |
| 芳芳    | 梁詠琪                           |                                  | 李彩華                           |                                    |                                  |                                      |
| Felicia |                                  | 周麗淇                           |                                  |                                    |                                  |                                      |
| 許歡    |                                  | 楊千嬅                           | 楊千嬅                           |                                    |                                  |                                      |
| 海素    |                                  | 容祖兒                           |                                  |                                    |                                  |                                      |
| Jackie  |                                  |                                  |                                  | 楊愛瑾                             |                                  | 顏卓靈                               |
| Jenny   |                                  |                                  |                                  | 傅穎                               | 張苡澂                           |                                      |
| 琪琪    |                                  |                                  |                                  | 區文詩/蒲茜兒                      | 李蘊                             |                                      |

## 外部連結
- 百分百感覺主題曲-不拖不欠